# 南山街道 (长春市)
南山街道，是中华人民共和国吉林省长春市九台区下辖的一个乡镇级行政单位。2023年3月17日设立。管辖范围东至营城街道，西至九郊街道，南至九郊街道，北至吉长铁路线。

## 行政区划
南山街道下辖以下地区：
下辖沿河、公园、嘉鹏、福星、福临共5个社区和前进、上台、和小屯3个村。